# Blauer Kolbenbuntkäfer
|                                                                              |                                                                                     |
| Abb. 1: Kopf von vorn                                                        | Abb. 2: Unterseite                                                                  |
|                                                                              |                                                                                     |
| Abb. 3: Seitenansicht                                                        | Abb. 4: doppelte Behaarung der Flügeldecke                                          |
|                                                                              | Abb. 4: doppelte Behaarung der Flügeldecke                                          |
|                                                                              |                                                                                     |
| Abb. 5: Fühler (Kopf links) neben Fühlerbasis Ende des Kiefertasterendglieds | Abb. 6: Hintertarsus, Glieder verschieden gefärbt, 1. grün 2. blau, 3. gelb, 4. rot |

Der Blaue Kolbenbuntkäfer, auch Blauer Schinkenkäfer, (Necrobia violacea) ist ein Käfer aus der Familie der Buntkäfer und der Unterfamilie Korynetinae. Die drei europäischen Arten der Gattung Necrobia sind alle auch in Mitteleuropa zu finden und durch ihre Färbung leicht auseinanderzuhalten. Es besteht jedoch Verwechslungsgefahr mit Korynetes caeruleus.
Der weltweit verbreitete Käfer gilt in Deutschland als nicht gefährdet.

## Bemerkungen zum Namen
Der Artname violacea (von lat. „violācĕus, a, um“ für „violett“) benennt die blaue Farbe des Käfers. Der Gattungsname Necróbia ist nach Schenkling von altgr. νεκρός nekrós, tot und βίος. bíos, Wohnort abgeleitet und besagt, dass die Vertreter der Gattung an oder in Stoffen tierischer Herkunft leben. Nach französischen Quellen gedenkt der Namen (νεκρός nekrós der Tote, βίος bíos Leben, „dem Toten das Leben“) dem Umstand, dass der Käfer Necrobia ruficollis dem französischen Entomologen Latreille das Leben rettete. Latreille gehörte zu den konservativen katholischen Geistlichen, die sich während der Französischen Revolution weigerten, die Zivilverfassung des Klerus anzuerkennen, und er sollte deswegen nach Französisch-Guayana deportiert werden. Im Gefängnis von Bordeaux fand er 1794 den ihm noch unbekannten und von Fabricius 1775 als Dermestes ruficollis beschriebenen Käfer und konnte deswegen über den Gefängnisarzt eine Verbindung zu dem noch jungen Koleopterologen Bory de Saint-Vincent herstellen. Diesem gelang es unter Einschaltung verschiedener Persönlichkeiten, in letzter Minute die Freilassung von Latreille zu erwirken. Er war bereits auf ein Schiff gebracht worden und konnte dieses auf einem Ruderboot verlassen, kurz bevor es sank, wobei alle Gefangenen den Tod fanden. Als die Art 1795 von der Gattung Dermestes abgetrennt wurde, wurde die neue Gattung von Olivier Necrobia genannt.
Der Name „Blauer Schinkenkäfer“ ist so zu erklären, dass die Art im Gegensatz zum gelegentlich an Schinken auftretenden Rotbeinigen Schinkenkäfer Necrobia rufipes auch an den Beinen blau ist. Der Namensteil „Kolbenbuntkäfer“ ist durch seine kolbenförmigen Fühler und seine Zugehörigkeit zu den Buntkäfern erklärbar.
Die Art hat zahlreiche Synonyme.
- Corynetes chalibea Sturm 1837
- Corynetes dalamatina Obenberger 1916
- Corynetes jablanicensis Obenberger 1916
- Clerus quadra Marsham 1802
- Corynetes angustata Faldermann 1835
- Necrobia errans Melsheimer 1846[1]

## Merkmale des Käfers
Der Käfer wird nur vier bis fünf Millimeter lang. Er ist etwa 2,5-mal so lang wie breit, wenig gewölbt, und metallisch glänzend blau bis blaugrün oder grün, auch an den Beinen. Er ist lang abstehend behaart, teilweise mit verschiedenen Haarsorten (doppelte Behaarung).
Der dreieckige Kopf mit den vorgewölbten Augen ist nach unten gesenkt und kann etwas in den Halsschild zurückgezogen werden. Das Endglied der Kiefertaster ist nicht wie bei Korynetes beilförmig, sondern spindelförmig und abgestutzt (Abb. 5 neben der Fühlerbasis und Abb. 1). Die elfgliedrigen Fühler (Abb. 5) sind durchgehend schwarz und enden in einer dreigliedrigen sehr breiten und abgeplatteten Keule. Deren Endglied ist deutlich größer als das vorletzte Glied und die Keule ist kompakter gebaut ist als die Keule von Korynetes.
Der Halsschild ist ähnlich wie bei Korynetes nicht gleichmäßig konvex gerundet, sondern er verbreitert sich nach hinten relativ geradlinig bis zum letzten Drittel und ist dort deutlich breiter als der Kopf. Die Basis ist konvex gebogen und endet seitlich vorgezogen in spitzen Hinterwinkeln. Die Basis und die Seiten des Halsschildes sind abgesetzt gerandet. Der Halsschild ist grob und gedrängt punktiert, dichter als der Halsschild von Korynetes violaceus.
Die Flügeldecken sind zusammen breiter als der Halsschild, verbreitern sich nach den Schultern nur wenig und erreichen die größte Breite in der hinteren Hälfte. Sie enden gemeinsam etwa halbkreisförmig verrundet. Sie tragen Reihen aus länglichen Punkten, die in der vorderen Hälfte kräftig ausgebildet sind, gegen Ende der Flügeldecken erlöschen. Die Behaarung der Flügeldecken ist deutlich doppelt. Zwischen borstigen, leicht nach vorn geneigten, dunklen und langen Haaren stehen dichter kürzere, hellere, dünnere und deutlich nach hinten geneigte Haare (Abb. 4). Auch der Halsschild ist doppelt behaart. Man kann dort jedoch zwischen den nach vorn stehenden dunklen langen Haaren die sehr feinen hellen Haare nur schwer erkennen (Abb. 1).
Die behaarten Beine sind blau bis schwarz, nicht rot oder braun. Die Tarsen sind alle fünfgliedrig, erscheinen jedoch viergliedrig, da das vierte Glied (in Abb. 6 rot) sehr klein ist und an der Basis des Klauenglieds in der Aushöhlung des dritten Glied versteckt liegt. Die Klauen sind an der Basis gezähnt (Abb. 6).
Der Geschlechtsapparat des Männchens wurde beschrieben. Äußere Geschlechtsunterschiede sind nicht bekannt.

## Larve
Die Larven (Bild unter Weblinks) sind langgestreckt und tragen drei gegliederte Beinpaare. Nur der Kopf, das erste Brustsegment und ein Teil des letzten Hinterleibssegmentes sind sklerotisiert, die übrigen Segmente sind weichhäutig und marmoriert. Das Hinterleibsende trägt einen zangenförmiger Anhang, den Urogomph. Dieser entspringt einer sklerotisierten Platte, die die Basis des letzten Abdominalsegments frei lässt und vor dem Urogomph keinen Auswuchs (Praegomph) aufweist. Der Innenrand des Oberkiefers ist nicht gezähnelt. Der Unterkiefer ist nur wenig unter den Kopf zurückgezogen. Cardo und Stipes sind etwa gleich groß.

## Biologie
Die Imagines kommen überall vor, wo Reste von Aas zu finden sind. Die Art bevorzugt dabei bereits trockene Knochen, Fell mit Fleischresten oder vertrocknetes Aas sowie Trockenfisch. Sie ist nicht selten auch an Futtermehl, Fellen und Tierhäuten, Rauchfleisch und Speck zu finden. Der Käfer wird ebenfalls regelmäßig bei forensischen Untersuchungen älterer im Freien liegender Leichen gefunden. Die Larven fressen jedoch im Unterschied zu Necrobia rufipes nicht das Aas oder Lebensmittel tierischer Herkunft, sondern ernähren sich von Insektenlarven, die sich im Aas und in fleischlichen Produkten entwickeln. Sie sind deswegen nützlich und nicht als Schädlinge einzustufen. Nach anderen Beobachtungen haben sie die gleichen Nahrungspräferenzen wie die Fliege Piophila casei und können sich auch von den Zersetzungsprodukten tierischer Gewebe selbst ernähren.
Bei einer Untersuchung von Kadavern in verschiedenen Waldtypen von Polen wurde der Käfer unabhängig vom Waldtyp von Frühjahr bis Herbst, hauptsächlich jedoch im Frühjahr nachgewiesen. Larven wurden ausschließlich im Frühjahr gefunden. Beim Vergleich von Kadavern in Wald und auf der Wiese wurde der Käfer bevorzugt im Frühjahr und Sommer auf Wiesen an bereits trockenen Kadavern gefunden.
Bei Untersuchungen in der Schweiz erschienen die Imagines während des vierten Verwesungsstadiums (ammoniakalische Fäulnis) und waren bis zum vollständigen Vertrocknen der Kadaver anzutreffen. Dies entspricht einem Zeitraum von fünf bis neun Monaten nach dem Tod, deswegen hat die Anwesenheit des Käfers an einem Kadaver wenig Aussagekraft für die Forensische Entomologie. Auch wurden die Art bereits an einem zehn Tage alten Kadaver beobachtet. Für Spanien wird das Erscheinen der Imagines bereits für das dritte Verwesungsstadium (Gärung mit käseartigen Produkten) angegeben und für die Entwicklungszeit der Käferlarven eine Dauer von 25 bis 35 Tagen vermutet.
Bei Laboruntersuchungen wurde gezeigt, dass sich die Larven in die Puppenhülle von Fliegen der Gattung Sarcophaga hineinfressen. Die Eingangslöcher waren teils durch ein Sekret versiegelt, teils bleiben sie unversiegelt. In den versiegelten Pupparien wurden aktive und inaktive Larven und Puppen des blauen Kolbenbuntkäfers gefunden, in unversiegelten Pupparien wurden Larven und Imagines gefunden. Das Auffinden von Käfern in larvenlosem Fleisch legt jedoch die Vermutung nahe, dass der Käfer auch faulendes Fleisch verzehrt.

## Verbreitung
Die ursprünglich paläarktische Art ist heute weltweit verbreitet. Sie meidet lediglich sehr kalte Zonen.